# Cooper–Hewitt, Smithsonian Design Museum
Le Cooper–Hewitt, Smithsonian Design Museum est un musée consacré au design de la ville de New York.
Situé dans l’Upper East Side, il s’agit de l’unique musée américain consacré au design historique et contemporain, et l’un des deux musées new-yorkais des dix-neuf que compte l’institution du Smithsonian. Ses très riches collections et expositions d’arts décoratifs couvrent environ 240 années d’histoire de design esthétique et de créativité. C’est le seul musée Smithsonian payant.

## Histoire
Le musée Cooper Hewitt a été fondé en 1896. En 1895, Sarah Cooper Hewitt, Eleanor Garnier et Amy Hewitt Hewitt Green, petites-filles de l’industriel, inventeur et philanthrope américain Peter Cooper, ont demandé un espace à la Cooper Union pour créer un Musée des Arts Déco inspiré du Musée des arts décoratifs de Paris destiné à servir aux étudiants de l’Union Cooper et aux designers professionnels de lieu où étudier les collections d’arts décoratifs. Les administrateurs de la Cooper Union ont fourni le quatrième étage de l’édifice de la Fondation. À son ouverture en 1897, le musée était gratuit et ouvert trois jours par semaine,.
Les administratrices furent les trois sœurs Cooper jusqu’à la mort de Sarah Cooper Hewitt en 1930. Après sa mort, quatre administrateurs furent nommés pour diriger le musée. Constance P. Hare a assumé la présidence et, en 1938, lorsque Edwin S. Burdell est devenu directeur, la responsabilité du musée lui est échue. Le conseil d’administration a été aboli et un conseil consultatif a été créé.
Le musée a commencé à se éloigner de l’école d’art sur la programmation. Devant les exigences financières des autres départements de la Cooper Union, celle-ci a annoncé  la fermeture du musée et actée le 3 juillet 1963. Devant les protestations énergiques du public contre la fermeture, le collectionneur Henry Francis Du Pont a formé un comité pour sauver le musée et l’« American Association of Museums a procédé à une étude de cas sur l’avenir du musée. À l’issue de négociations entamées entre l’Union Cooper et la Smithsonian Institution, S. Dillon Ripley, Secrétaire de la Smithsonian et Daniel Maggin, président du conseil d’administration, ont signé, le 9 octobre 1967, un accord remettant la collection et la bibliothèque du musée au Smithsonian. Le musée est devenu la propriété du Smithsonian, le 14 mai 1968, lorsque la Cour suprême de New York a approuvé cet accord. Après son transfert officiel à la Smithsonian, le 1er juillet 1968, le musée fut rebaptisé « Cooper-Hewitt Museum of Design », puis « Cooper-Hewitt Museum of Decorative Arts and Design » l’année suivante, en 1969. Lisa Taylor en est devenue la directrice en octobre de la même année. Premier musée Smithsonian à l’extérieur de Washington, DC, le musée a emménagé dans la Andrew Carnegie Mansion en 1970. Après rénovation du manoir, le musée a ouvert au public le 7 octobre 1976. En juillet 1978, un laboratoire de conservation, financé par la Samuel H. Kress Foundation, se concentrant sur la conservation des textiles et du papier a ouvert. En 1988, Dianne H. Pilgrim a remplacé Lisa Taylor, partie à la retraite en 1987. En 1994, le musée est rebaptisé pour Cooper-Hewitt, National Design Museum. Pilgrim a pris sa retraite du musée en 2000, et Paul W. Thompson est devenu directeur. En janvier 2010, Bill Moggridge, qui a remplacé Paul W. Thompson comme directeur, fut le premier designer à diriger le musée jusqu’à sa mort, survenue en 2012.
En 2008, le musée a fermé pendant des travaux de rénovation. En 2012, le musée a ouvert une nouvelle boutique de vente en ligne Le 17 juin 2014, le musée a été de nouveau rebaptisé « Cooper Hewitt, Smithsonian Design Museum », avec une nouvelle identité graphique, mot-symbole et un nouveau site web, avant de rouvrir au public le 12 décembre de la même année. Parmi les rénovations, une « salle d’immersion », espace interactif offrant aux visiteurs un accès numérique à la collection des musées de papier peint. L’espace d’exposition principal a été élargi et d’autres parties de la rénovation, y compris le jardin, seront terminés en 2015.

## Collections
Les collections Cooper-Hewitt se composent d’objets de décoration et de design. La collection originale du musée est axée sur l’architecture, la sculpture, l’architecture peinte, les arts décoratifs, les boiseries, la ferronnerie, la poterie, les costumes, les instruments de musique et les meubles. La collection du musée possède une grande variété d’objets allant des boites d’allumettes, des sacs à provisions, la porcelaine d’Union soviétique et les papiers du graphiste Tibor Kalman. Le musée a autrefois possédé dans sa collection des objets remarquables comme une chaise utilisée par Abraham Lincoln lors d’une visite à l’Union-Cooper et une Rolls-Royce ayant appartenu aux Beatles offert en 1978 par John Lennon et Yoko Ono qui a été revendue aux enchères à Sotheby pour $ 2,090,000 à l’été 1985.

## Gestion
En 2006, le musée a entamé une campagne de financement dans l’espoir de lever 79 000 000 $ à fins de rénovation et 10 millions de dollars pour son fonds de dotation. Les entrées fournissent environ 500 000 $ de recettes au Cooper-Hewitt, qui est le seul musée Smithsonian à faire payer des frais d’admission aux visiteurs.